# Rabbula-Evangeliar

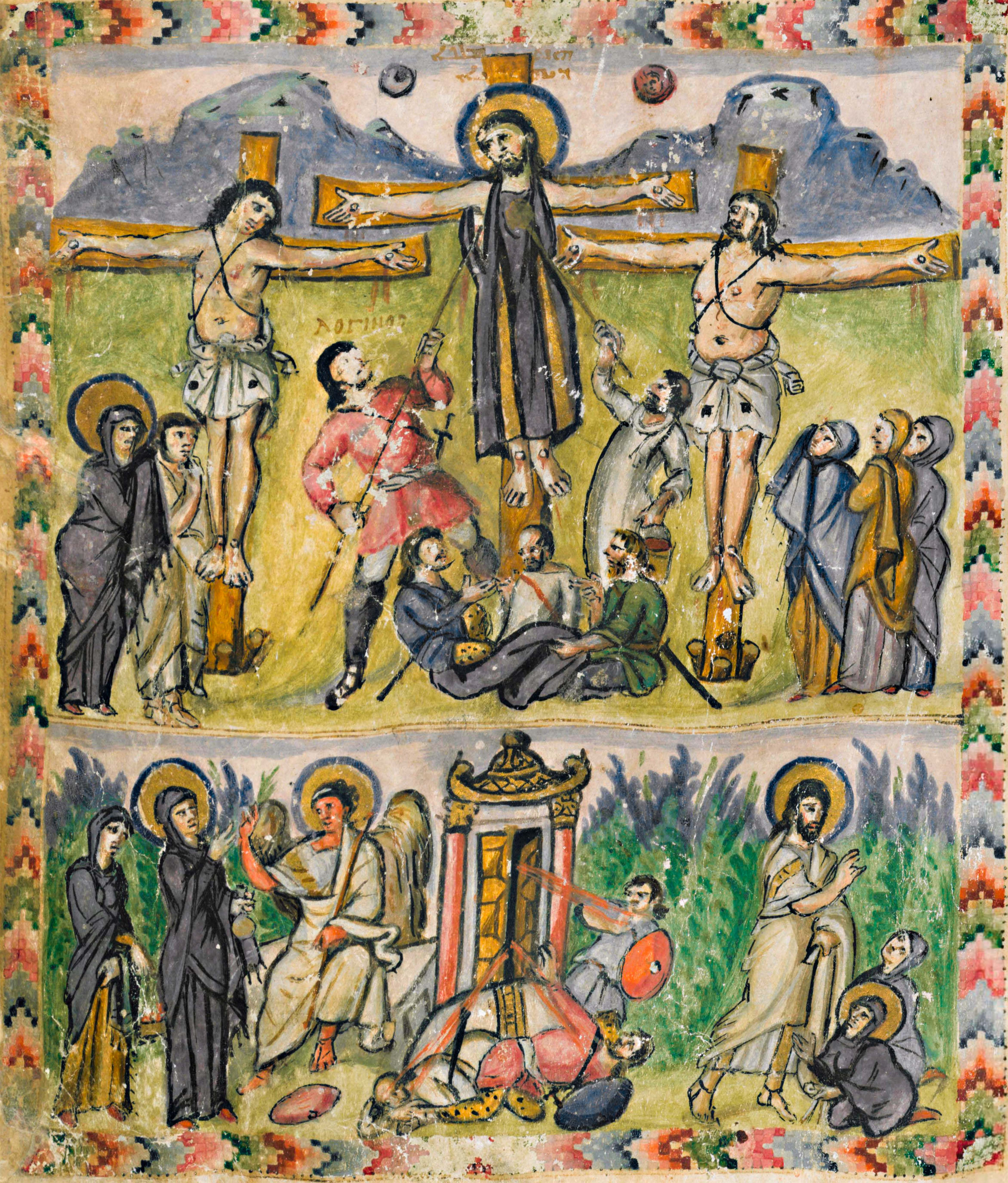
Rabbula-Evangeliar, fol. 13r: Kreuzigung Christi

Das Rabbula-Evangeliar ist eine syrische Pergament-Handschrift der vier Evangelien aus dem Jahr 586 (fol. 20–292) mit vorangestellten illuminierten Blättern (fol. 1–14). Zwischen beiden Teilen eingeschoben ist ein Perikopenverzeichnis auf Papierblättern (fol. 15–19, 12. Jh.).
Das Manuskript befindet sich seit 1573 in Florenz, heute in der Biblioteca Medicea Laurenziana, cod. Plut. 1.56. Vom 14. bis Anfang des 16. Jh. war es im Besitz des Patriarchats der Maroniten (Kloster Qannubin im Wadi Qadischa). Die Handschrift umfasst alle vier Evangelien (Tetraevangeliar) und wurde 586 im Johanneskloster von Zagba bei Apamea vollendet. Der Bibeltext wurde von dem Schreiber Rabbula (auch Rabulas) kopiert, über den nichts Genaues bekannt ist, dem der Kodex aber seinen heutigen Namen verdankt.
In ihrem gegenwärtigen Zustand sind die illuminierten Blätter 34 cm mal 27 cm groß. Die Originalgröße ist unbekannt, weil sie bei Neubindungen beschnitten wurden. Ihre Kompositionen weisen starke Ähnlichkeiten mit den zur selben Zeit oder Anfang des 7. Jahrhunderts entstandenen vier Miniaturen auf, die am Ende des armenischen Etschmiadsin-Evangeliars eingebunden sind.

## Text
Der Text ist die Peschitta-Version der syrischen Übersetzung der Evangelien. Er ist in schwarzer oder dunkelbrauner Tinte in zwei Kolumnen mit einer unterschiedlichen Zahl von Zeilen geschrieben. Unterhalb von vielen Kolumnen befinden sich Fußnoten, die in roter Tinte geschrieben sind.

## Übersicht zu den Darstellungen
Dem Bibeltext vorangestellt ist eine illustrierte Lage von Blättern, deren ursprüngliche Zugehörigkeit zum Rabbula-Kodex umstritten ist. Die Bilder wurden im 15. oder 16. Jh. übermalt. Sie enthalten eines der ersten historischen Kreuzigungsbilder und auch eine der ersten Pfingstdarstellungen. Die folgenden Szenen aus den Evangelien sind dargestellt:
- fol. 1v Wahl des Apostels Mathias durch das Apostelkollegium
- fol. 1c Muttergottes (Maria) mit Jesukind
- fol. 2v Christus empfängt von zwei Mönchen einen Codex / Die Heiligen Eusebius von Caesarea und Ammonios von Alexandria
- fol. 3r–12r Die Kanontafeln des Eusebius mit kleineren Randminiaturen
- fol. 9r Matthäus und Johannes
- fol. 13v Kreuzigung Christi / Drei Marien am Grabe
- fol. 14v Himmelfahrt Christi / Christus mit den vier Mönchen
- fol. 14r Ausgießung des Heiligen Geistes

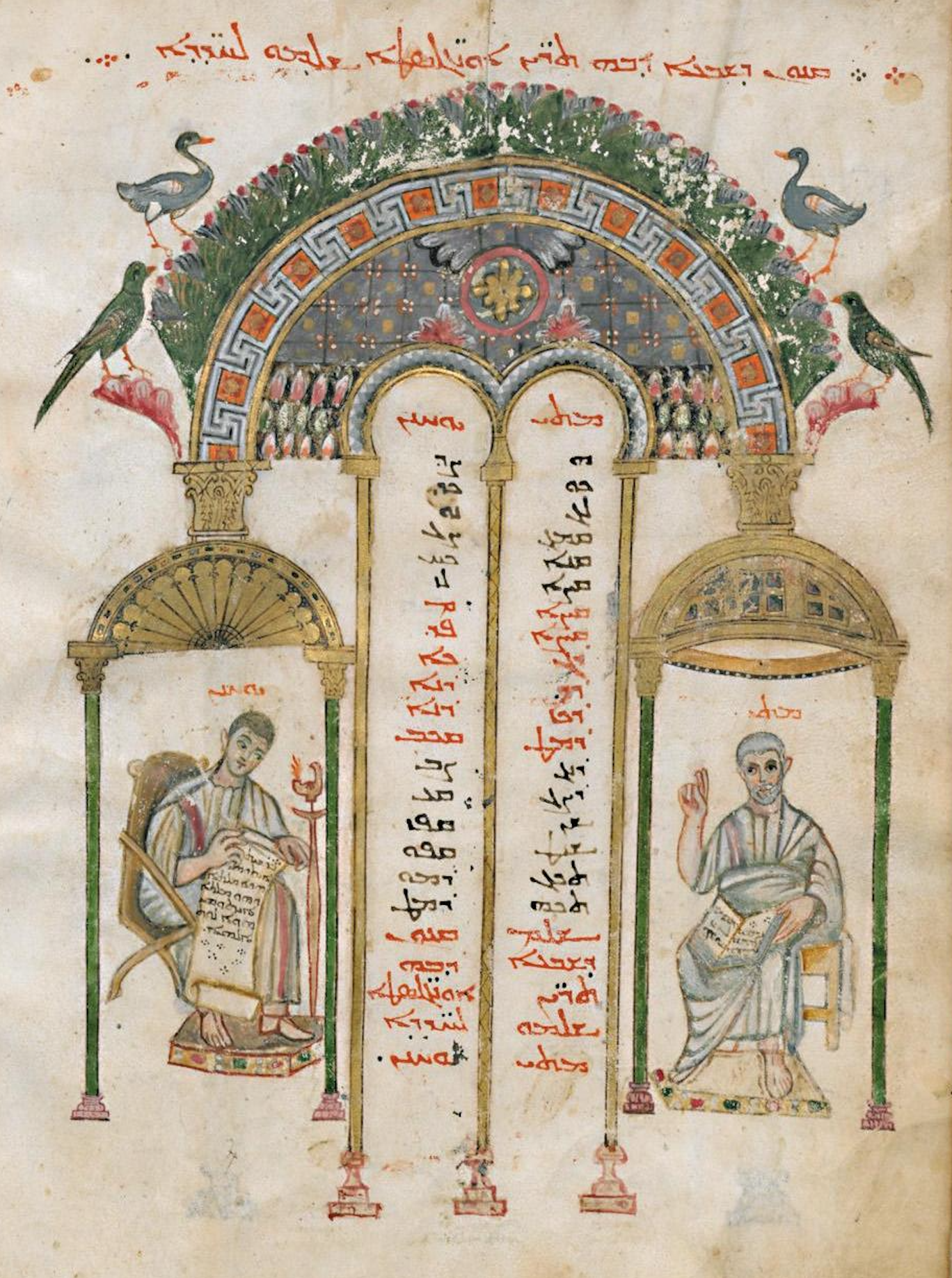
fol. 9v: Johannes und Matthias
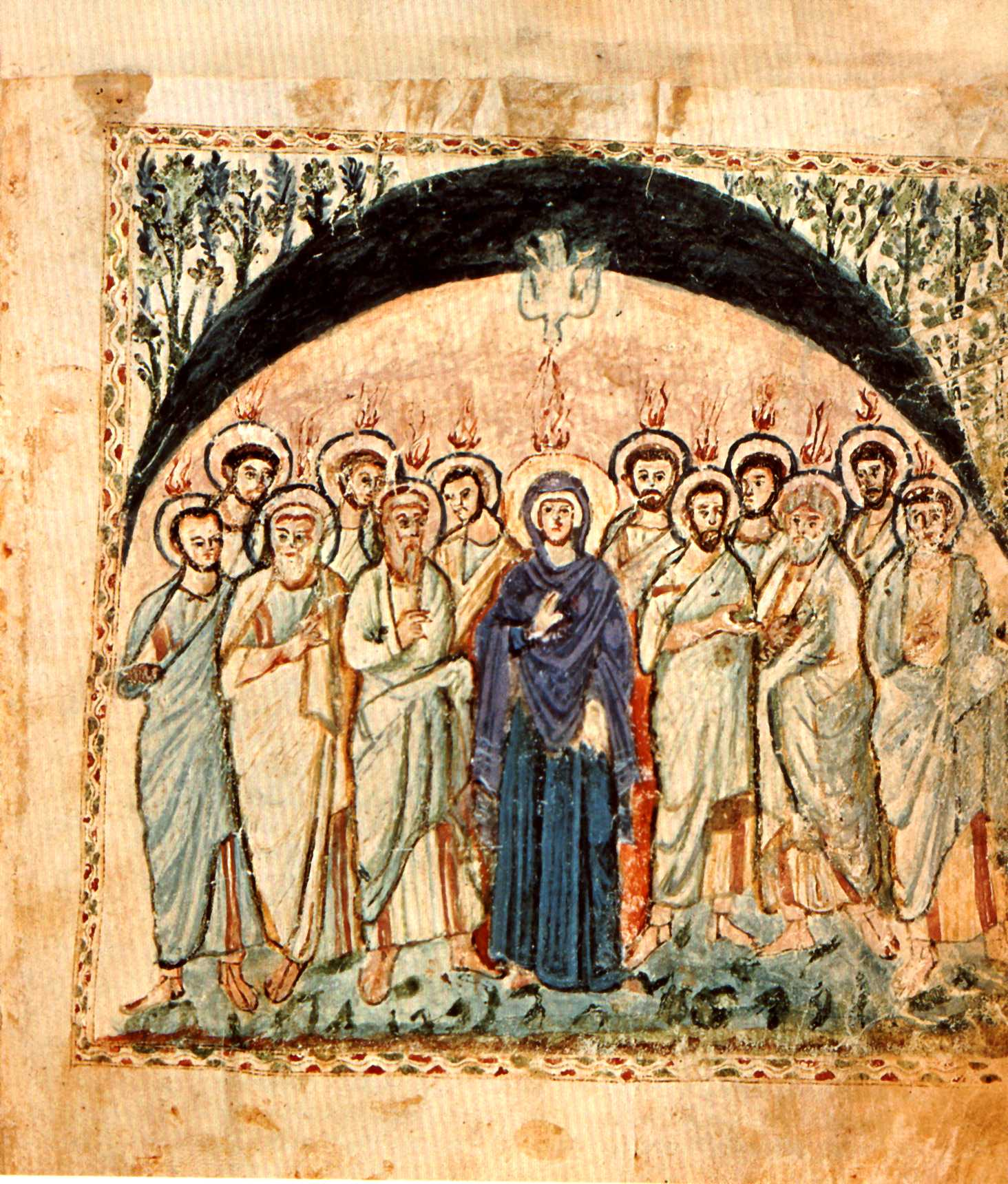
fol. 14v: Ausgießung des Heiligen Geistes
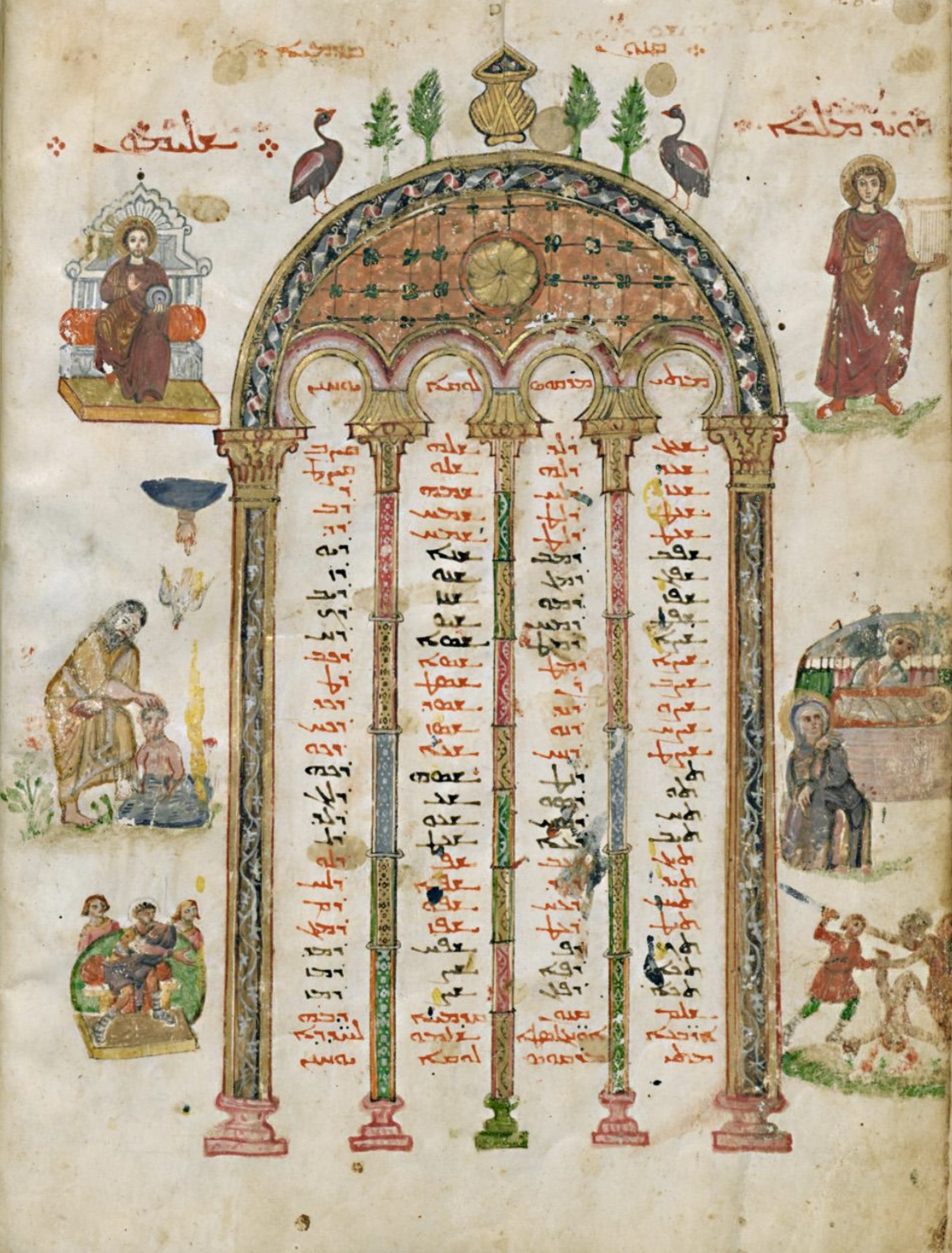
fol. 4v: Kanon-Tafel
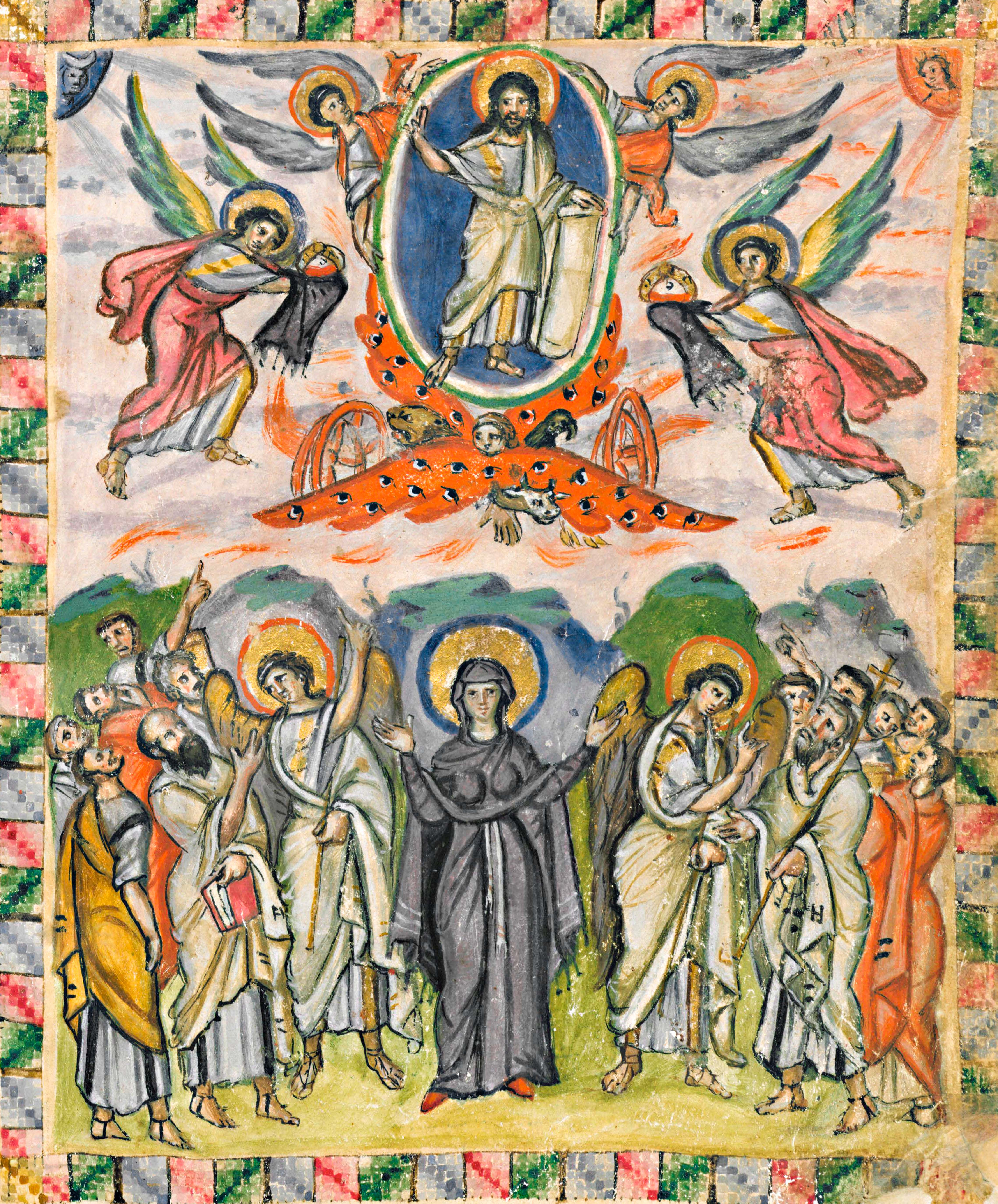
fol. 13v: Himmelfahrt Christi

## Kreuzigungsbild
Das Kreuzigungsbild im Rabbula-Evangeliar (fol. 13a) zeigt dem mit einem ärmellosen Gewand (colobium) bekleideten Christus am Kreuz, darunter rechts Maria mit Johannes und Longinus, links Stephaton, der Christus den Schwamm reicht. Im Vordergrund wird eine Gruppe von drei römischen Soldaten gezeigt, die um den Rock Christi würfeln, außerdem eine Gruppe von Frauen.

## Himmelsfahrtbild
Im Himmelsfahrtsbild im Rabbula-Evangeliar (fol. 14a) schwebt Christus frontal in einer Mandorla am Himmel, auf der Erde stehen Maria und die Apostel, unter ihnen befinden sich die Engel, die nach der Apostelgeschichte 1,9 ff. den Zurückgebliebenen seine Wiederkunft ankündigen. Die Mandorla hebt ein Wesen mit zwei vieläugigen Flügelpaaren und den vier Köpfen eines Menschen, eines Ochsen, eines Adlers und eines Löwen an. Es handelt sich dabei um die erste bekannte Abbildung eines Cheruben.

## Pfingstbild
Das Pfingstbild im Rabbula-Evangeliar (fol. 14b) zeigt die Ausgießung des heiligen Geistes; links und rechts von Maria stehen die Apostel, Feuerflammen über den Häuptern, der heilige Geist schwebt als Taube über Maria.

## Meister des Rabbula-Evangeliums
Der namentlich nicht bekannte Künstler und seine Werkstatt, die die Bilder des Rabbula-Evangeliars gemalt haben, wird gelegentlich in der Literatur als „Meister des Rabula-Evangeliums“ bezeichnet.